# Вагинизм
Вагини́зм — состояние, отрицательно влияющее на возможность женщины участвовать в любой форме вагинального проникновения, в том числе во введении тампонов и при гинекологическом обследовании. Это является результатом непроизвольного сокращения лобково-копчиковой мышцы. Непроизвольное сокращение мышц влагалища происходит неожиданно, что делает любое вагинальное проникновение, в том числе сексуальное, весьма болезненным либо совсем невозможным. Это крайняя форма болезненного полового акта.
Страдающие этим заболеванием женщины не могут контролировать такой спазм. Непроизвольный вагинизм может быть сравним с морганием глазом, когда в него пытается проникнуть что-то постороннее. Трудности от вагинизма и степень боли от проникновения у разных женщин выражаются по-разному.

## Переживание вагинизма
Непроизвольные сокращения могут создавать замкнутый круг у женщин, страдающих вагинизмом. Например, если девушка-подросток узнаёт, что первые её попытки заниматься сексом с проникновением будут болезненными, то у неё может развиться вагинизм, так как она будет ожидать боли. Если затем она попытается заняться сексом с проникновением, то спазм мышц сделает такой секс болезненным. Эта и каждая последующая попытка сексуального проникновения будет подтверждать её страх перед болью, что может ухудшить состояние. Естественно, что проникновение может быть болезненным и без вагинизма или психологических предпосылок.

### Первичный вагинизм
Первичный вагинизм бывает, если у женщины никогда не было секса с проникновением или любого вида вагинального проникновения. Обычно это выявляется у подростков и женщин в возрасте около 20 лет, так как это связано с тем, что многие молодые женщины в это время начинают использовать тампоны, секс с проникновением или у них берётся мазок. Женщинам, страдающим вагинизмом, неизвестно об этом до тех пор, пока у них не будет попытки вагинального проникновения. Это может смутить женщину, когда она обнаружит у себя вагинизм. Женщина может считать вагинальное проникновение естественно лёгким, или она может не подозревать о причине своего состояния.
Некоторые из этих вещей могут быть причиной первичного вагинизма:
- Сексуальное злоупотребление.
- Наличие внушения, что секс аморален или вульгарен.
- Боязнь боли, связанной с проникновением, в частности, с разрывом девственной плевы при первой попытке сексуального проникновения.
- Латентная гомосексуальность.
- Психическое расстройство.

### Вторичный вагинизм
Вторичный вагинизм бывает, когда ранее у женщины уже было проникновение, после чего развивается вагинизм. Это может быть из-за физических причин, например грибковой инфекции, или травмы во время родов, или это может быть связано с психологическими причинами. Лечение вторичного вагинизма такое же, как и для первичного вагинизма, хотя в таких случаях прежний опыт успешного проникновения может способствовать более быстрому улучшению состояния.

## Нарушение эрекции и вагинизм
Возвращаясь назад, к моменту возникновения эректильной дисфункции и вагинизма, присутствующих в браке, сложно сказать, появился ли непроизвольный спазм вагинального отверстия до неудачных попыток полового контакта или же вагинизм проявился из-за сильного сексуального разочарования у супруги, вторичного по отношению к неудачной эрекции у партнёра-мужчины.
Первичное нарушение эрекции и вагинизм, вероятно, предшествуют друг другу с одинаковой частотой, но когда такие состояния присутствуют, то брак не может быть заключён и сексуальные нарушения, скорее всего, проявляются в других партнёрах.
Если вагинизм в тяжёлой форме был до попытки вступления в брак, то результатом может быть первичное или вторичное нарушение эрекции из-за повторяющихся неудач при введении. Конечно, у многих супружеских пар непроизвольный вагинальный спазм присутствует на протяжении многих лет без каких-либо симптомов сексуального расстройства у мужчины.
В подобных случаях муж удовлетворяется оргазмом во время семяизвержения с минимальным или частичным проникновением либо степень непроизвольного спазма такова, что вызывает лишь задержку при проникновении, а не препятствует самому проникновению.

## Распространённость
Распространённость вагинизма по отчётам составляет 6 % в двух сильно различающихся культурах, в Марокко и Швеции. Распространённость явного болезненного полового акта была, как сообщалось, лишь у 2 % пожилых британских женщин, и ещё выше — 18—20 % было установлено в ходе британских и австралийских исследований.
В другом исследовании, распространение вагинизма было оценено от 12 % до 17 % среди женщин, обратившихся в клиники по вопросу сексуальных нарушений (клиники Spector и Carey, 1990 год). В отчётах, полученных в ходе национальной программы здоровья и сексуальной жизни, где использовалась случайная выборка и структурированные интервью, говорилось, что от 10 % до 15 % женщин сообщили о том, что испытывали боли во время полового акта в течение последних 6 месяцев (Laumann и др., 1994).
По самым последним исследованиям, оценка степени распространения вагинизма колеблется от 5 % до 47 % у людей, обратившихся за лечением в сексуальной сфере или жалующихся на проблемы в сексе, с большими отличиями в разных культурах (см. Reissing и др., 1999; Nusbaum 2000; Oktay 2003). В отличие от других сексуальных нарушений или половых проблем, вагинизм препятствует как половым контактам, так и способности зачать, и представляется вероятным, что общественные ожидания женской сексуальности могут особым способом воздействовать на таких пациентов.

## Лечение
Вагинизму могут способствовать те же факторы, которые вызывают возникновение болезненного полового акта. Они могут быть физическими, психологическими или физиологическими. Требуемое лечение будет зависеть от причины, по которой у женщины развилось такое состояние. В каждом случае будет полезным индивидуальный подход к лечению.
Состояние не обязательно ухудшается, если без лечения женщина продолжает предпринимать попытки проникновения, несмотря на ощущение боли. Некоторые женщины могут воздерживаться от попыток поиска излечения их состояния.

### Устранение приступа
Если тяжёлый приступ вагинизма происходит во время коитуса, извлечение полового члена из влагалища может оказаться затруднительным. В 1937 году В. И. Здравомыслов описал способ освободить половой член: женщина должна напрячь мышцы брюшного пресса, как если бы она пыталась опорожнить кишечник, а мужчина в это время полностью вводит указательный палец в задний проход женщины, сильно оттягивая его назад.